# 福永恵規
福永 恵規（ふくなが さとみ、1967年1月26日 - ）は、日本の元タレント、アイドル。本名は同じ。東京都大田区出身。目黒学園女子商業高等学校（現・多摩大学目黒高等学校）卒業。
おニャン子クラブの元メンバーで初代リーダー、会員番号は11番。おニャン子クラブ・夕やけニャンニャンのスターティングメンバーでもある。

## 略歴
弟が劇団に入っていた関係で、時々弟の撮影現場に付いて行って見学していたこともあり、子供の頃から女優に憧れていたという。一方で歌手では、竹内まりやや杏里のようなボーカリストが好きと話していたことがある。
1985年2月、高校生活最後の思い出として、フジテレビの人気深夜番組『オールナイトフジ』の特番『オールナイトフジ女子高生スペシャル』に出演したところ、国生さゆりらとともに同年4月からの同局で始める新番組『夕やけニャンニャン』のおニャン子クラブの一員としてスカウトされる。当時、大手一般企業（コンピューター関連企業）への就職が内定していたが、それを辞退して『夕やけニャンニャン』放送開始と共におニャン子クラブの一員として芸能生活をスタートさせる。これを機に松本伊代らが在籍（当時）する芸能事務所ボンド企画に所属。
会員番号は夕やけニャンニャンおニャン子クラブ活動開始前にスターティングメンバー11人が集められスタッフからトランプカードA(1)～J(11)の11枚を裏返しでそれぞれが引いて出た目が会員番号に割り当てられた。引きあてた目がJ(ジャック)の11であったため11番になった。
生放送でも臆することなく堂々と振舞う度胸もあり、番組スタッフからも推されるメンバーの1人となり、おニャン子のデビュー曲『セーラー服を脱がさないで』のフロントボーカルに抜擢され以降のおニャン子クラブのシングル楽曲及びLP盤（アルバム）を中心にフロントボーカル、センターを担当した。おニャン子クラブ関連のレコードジャケットやポスター、雑誌等では常にセンターポジションに位置していた。また『月曜ドラマランド』など、おニャン子主体のドラマに主役格で出演するなど、おニャン子クラブ活動前期を代表するメンバーとなった。一見、気の強そうなルックスにみられることが多いが、他のメンバーによれば「温和で優しく、控えめな性格だった」という。しかし夕やけニャンニャンの番組で発行された「おニャン子クラブ・プロフィール」では本人自筆で『本当はネアカでーす！』と紹介されている。
番組開始当初はソロデビュー候補の1番手とされていたが、番組スタッフの思惑のようには人気は高騰せず、河合その子・新田恵利・国生さゆりの当時の「三強」をはじめ、吉沢秋絵や、異色ユニットであるニャンギラスにもソロレコードデビューでの先を越された形にはなったが当時の夕やけニャンニャンのチーフディレクターであった坂間和夫曰く「おニャン子のリーダー的ポジションの福永を早期にソロデビューさせて卒業されるのがその後のおニャン子クラブの活動に支障をきたす感じがあり不安要素もあるため福永にはグループにいてもらいたかった」ということを雑誌取材記事にて述べている。
おニャン子クラブの初代リーダーであったことが後の国生さゆりのインタビュー記事にて明かされた。当時はリーダーということを表に出してはいけない決まりだった。ちなみにサブリーダーが内海和子と国生だった。
1986年5月、キャニオンから『風のInvitation』でソロデビュー、オリコン1位を獲得。同年9月、おニャン子クラブを卒業。
卒業後もシングルとアルバムを定期的に発売、おニャン子ソロデビュー組で秋元康に限らず秋元以外でも竹内まりやなどの有名シンガーソングライターからの楽曲提供も多数ある。また女優業ではドラマで主役を務めるなど活躍の場を広げた。
その後は森永製菓「スプーナ」や「パイな気分」のCM出演するなどドラマ出演などのソロ活動と並行しておニャン子関連の番組には顔を出すことも多く、1987年9月のおニャン子クラブの解散コンサートにも出演した。1988年に体調を崩したことを契機に活動が極端に減り、同年11月20日に引退イベントを開催。その後一般企業に就職。何度か復帰の噂が流れたが、実現することはなかった。
1994年、OL時代に知り合った男性と結婚するが、その後、離婚。
現在、バーニングプロダクションの系列企業プロダクション・制作会社のオフィス日新で取締役（制作部長 / アシスタントプロデューサー）をしている。芸能界引退後は一切公の場には現れないが、新田と福永は現在も連絡を取り合うなど交流があり、新田がインタビューで福永と疎遠になっていた国生に彼女の連絡先を教えたと語っている。国生は2024年7月に福永と内海和子、ニャンギラスのメンバー4人の7人と再会して飲食を楽しんできたと自身のInstagram内で報告した。

## 出演

### 音楽番組
- 夜のヒットスタジオ（1985年7月・1986年5月・9月・11月・1987年1月・4月、フジテレビ）
- ザ・ベストテン（1985年8月・9月・10月・1986年6月5、12、19日、TBS）
- ザ・トップテン（1985年8月・1986年7月・8月・10月20日、日本テレビ）
- ヤングスタジオ101（1986年9月・10月、1987年2月1日、NHK総合）
- ミルッきゃナイDay（1985年10月 - 1986年3月、フジテレビ） - ※ 司会担当
- クイズ・ドレミファドン!（1986年6月・12月・1987年1月・5月、フジテレビ / 渡辺プロダクション） - ソロ出演

### バラエティ
- オールナイトフジ女子高生スペシャル（1985年2月・3月、フジテレビ）
- 夕やけニャンニャン（1985年4月 - 1986年9月、フジテレビ）
- オールスター水泳大会（1985年7月・9月、フジテレビ）
- 夕食ニャンニャン（1986年5月 - 9月、フジテレビ）
- おニャン子のアブない夜だよ 生放送（1986年6月3日、フジテレビ）
- スーパーJOCKEY（1986年10月・1987年2月・5月、日本テレビ）
- 志村けんのバカ殿様（1987年8月17日、フジテレビ / イザワオフィス）

### テレビドラマ
- 日生ファミリードラマスペシャル「赤川次郎・のぶ子マイウェイ(女社長に乾杯!)」（1985年6月13日、フジテレビ）
- 月曜ドラマランド「かぐや姫・とんで初体験?!」（1985年7月1日、フジテレビ） - あきな 役
- 月曜ドラマランド ボクの婚約者（1986年1月13日、フジテレビ） - 主演・川原椎名 役[11]
- 月曜ドラマランド おニャン子学園危機イッパツ とんだ放課後（1986年5月12日、フジテレビ） - 主演・三枝ともえ 役
- スケバン刑事II 少女鉄仮面伝説・特別編「戦いの日々に愛を見た」（1986年6月26日、フジテレビ）※ゲスト出演
- 月曜ドラマランド もしかして婚約者!?（1986年8月18日、フジテレビ） - 杉崎美加 役
- 木曜ドラマストリート「あぶない課外授業」（1986年、フジテレビ） - 主演・桃子 役
- スケバン刑事III 少女忍法帖伝奇（1986年、フジテレビ） - レギュラー出演・城戸礼亜 役
- 月曜ドラマランド いきなり婚約者!!（1987年3月23日、フジテレビ） - 森下めぐみ 役
- ベッドでパパと呼ばないで（1987年、テレビ朝日）
- 月曜ドラマランド「フローズン・ホラーSHOW」（1987年5月18日、フジテレビ / SOLD-OUT） - ボンドガール・福永恵規役
- ジャングル 第31話「マドンナのように」（1987年、日本テレビ）

### 情報番組
- ひるのプレゼント（1987年1月6日、NHK総合）「二十歳へのメッセージ」

### 特別番組
- 新春かくし芸大会「お正月だよおニャン子クラブ晴れ着と水着で大集合!」※僕たちのRUNAWAYも披露（1987年、フジテレビ / 渡辺プロダクション）

### ラジオ
- アイドル夢工場 水曜担当：福永恵規ハートのIgnition（1986年9月 - 1987年9月、ニッポン放送）[1]
  - 「スターライトディスコパーティー」

### 映画
- おニャン子ザ・ムービー危機イッパツ!（1986年、東宝）

## コンサート
- よみうりランドEAST「インビテーション・ツアー」（1986年5月25日）/ 大阪城野外音楽堂「デビューイベント」（1986年6月7日）
- ソロデビュー記念ライブコンサート（1986年10月25日：中野サンプラザ、10月29日：名古屋市民会館、11月2日：大阪厚生年金会館）
- 福永恵規ファーストコンサート（1987年）1月17日：大阪厚生年金会館、1月24日：中野サンプラザ、2月7日：愛知県勤労会館
- ジョイントコンサート（1987年6月14日、日比谷野外音楽堂）※松本伊代、キャプテン、少女隊、他

## ミュージカル
- ハウス食品ミュージカル「愛の若草物語」 - 長女：メグ役　（製作：イマジン、演出：村井秀安）1987年3月22日スタート全国26か所公演（中野サンプラザ、他）

## ディスコグラフィ

### シングル
|   | 発売日     | タイトル                   | B面曲       | 備考                                               |
| 1 | 1986.05.21 | 風のInvitation             | 渚のUターン | ソロデビュー曲。オリコン1位獲得                    |
| 2 | 1986.10.01 | ハートのIgnition           | 雨のバラ    | CX系ドラマ『スケバン刑事III 少女忍法帖伝奇』主題歌 |
| 3 | 1987.01.28 | 僕達のRUNAWAY              | March       | オリコン2位を獲得                                  |
| 4 | 1987.04.24 | 心もJUMPして! 夏のイントロ | 星のRomance | 作詞・作曲は竹内まりや プロジェクトA子2の主題歌    |

### アルバム
|   | 発売日     | タイトル                     | 主な収録曲 |
| 1 | 1986.11.14 | SPLASH                       | 「SWEET REVOLUTION」「mis-call」「風のInvitation （New Mix）」「Sometimes Somewhere」「10月はさよならのパームツリー」「三度目のNo Try」 |
| 2 | 1987.07.05 | SAMBO                        | 「愛の魔法」「ラベンダー物語」「三日月のピン・クリップ」「ハイパー・ラッキー」「青春のRegret」                                          |
| 3 | 1987.11.22 | 福永恵規ベスト               | 「渚のUターン」「雨のバラ」「March」「星のROMANCE」「Stardust Serenade」「ロッジの喧嘩はI Love You」                                    |
| 4 | 2002.10.17 | MYこれ!クション 福永恵規BEST | 「ジャスミンのつむじ風」「10月はさよならのパームツリー」「Linda」「One Way Road」                                                       |
| 5 | 2010.5.19  | Myこれ!Lite 福永恵規         | 「風のInvitation 」「ハートのIgnition」「僕達のRUNAWAY」                                                                                |

## 書籍

### 写真集
- 南風（1987年3月6日、扶桑社）撮影：久米正美

### ガイドブック
- ソウルへ行く飛行機の中で読む本到着（直前ガイド）（1988年9月12日、扶桑社）

## CM
- 森永製菓
  - 森永エアインチョコ『スプーナ』（1986年）
  - 森永洋菓子『パイな気分』（1987年 - 1988年頃）